# Kaderna
Kaderna is een plaats in de Estlandse gemeente Hiiumaa, provincie Hiiumaa. De plaats heeft de status van dorp (Estisch: küla).
Tot in oktober 2017 behoorde Kaderna tot de gemeente Emmaste en sindsdien tot de fusiegemeente Hiiumaa.

## Bevolking
De ontwikkeling van het aantal inwoners blijkt uit het volgende staatje:
| Jaar            | 2000 | 2011 | 2018 | 2019 | 2020 | 2021 |
| --------------- | ---- | ---- | ---- | ---- | ---- | ---- |
| Aantal inwoners | 2    | 2    | < 4  | < 4  | 6    | 6    |

## Ligging
De plaats ligt in het zuidwestelijk deel van het eiland Hiiumaa. De Tugimaantee 84, de secundaire weg van Emmaste naar Luidja, vormt de grens met het dorp Laartsa en voor een klein deel ook met het dorp Haldi.

## Geschiedenis
Kaderna werd voor het eerst genoemd in 1684 onder de naam Herma Kaddri, een boerderij op het landgoed van Großenhof (Suuremõisa). Latere namen zijn Herma Kidrich Jaak (1688), Herma Kaddri Jack (1693), Herma Codrick Jaak (1697), Kaddri Jaak (1712), Catrina Jaak (1726) en Kadri Jaack (1732). In 1796 werd een landgoed Emmast (Emmaste) afgesplitst van Suuremõisa. Kaderna ging mee. In 1913 werd Kaderna als Кадерна, een Russische transcriptie van de naam, voor het eerst genoemd als dorp.
De buurdorpen Haldreka, Härma, Kitsa, Laartsa, en Metsapere, vielen in de jaren 1977–1997 allemaal onder Kaderna.